# Ziegelhütte (Himmelkron)
Ziegelhütte (oberfränkisch: Dsiglhiddn)  ist ein Gemeindeteil der Gemeinde Himmelkron im Landkreis Kulmbach (Oberfranken, Bayern). Ziegelhütte liegt in der Gemarkung Himmelkron.

## Lage
Der Weiler liegt westlich des Weißen Mains in dessen Tal und ist allseits von Acker- und Grünland umgeben. Im Westen steigt das Gelände zur Klosterebene an. Die Staatsstraße 2182 führt nach Himmelkron zur Bundesstraße 303 (1,4 km nordöstlich) bzw. zur Staatsstraße 2183 bei Trebgast (1,7 km nordwestlich).

## Geschichte
Ziegelhütte wurde 1789 erstmals schriftlich erwähnt, als das Wohnhaus als väterliches Erbe erweitert wurde.
Ziegelhütte gehörte zur Realgemeinde Himmelkron. Gegen Ende des 18. Jahrhunderts bestand Ziegelhütte aus einem Anwesen. Das Hochgericht übte das bayreuthische Stadtvogteiamt Berneck aus. Das Stiftskastenamt Himmelkron war Grundherr der Ziegelhütte.
Mit dem Gemeindeedikt wurde Ziegelhütte dem 1811 gebildeten Steuerdistrikt Himmelkron und der im selben Jahr gebildeten Ruralgemeinde Himmelkron zugewiesen.

### Einwohnerentwicklung
| Jahr      | 001818 | 001861 | 001871 | 001885 | 001900 | 001925 | 001950 | 001961 | 001970 | 001987 |
| Einwohner | 12     | 11     | 8      | 3      | 3      | 17     | 35     | 28     | 58     | 33     |
| Häuser    | 2      |        |        | 1      | 2      | 1      | 3      | 4      |        | 5      |
| Quelle    | [ 8 ]  | [ 11 ] | [ 12 ] | [ 13 ] | [ 14 ] | [ 15 ] | [ 16 ] | [ 17 ] | [ 18 ] | [ 1 ]  |

## Religion
Ziegelhütte ist evangelisch-lutherisch geprägt und nach Himmelkron gepfarrt.